# Liban na Letnich Igrzyskach Olimpijskich 1980
Liban na Letnich Igrzyskach Olimpijskich 1980 reprezentowało 15 zawodników (tylko mężczyźni). Zdobyli brązowy medal (Hasan Biszara) w stylu klasycznym w zapasach. Był to ósmy start reprezentacji Libanu na letnich igrzyskach olimpijskich.